# Chiesa di Santa Maria Nascente (Maccagno con Pino e Veddasca)
La chiesa di Santa Maria Nascente è un edificio religioso di Biegno, frazione del comune di Maccagno con Pino e Veddasca in provincia di Varese, di cui era la parrocchiale.

## Storia
Il paese di Biegno è dotato di chiesa propria solamente dal 1581 quando viene consacrata dall'arcivescovo di Milano, il cardinale Carlo Borromeo. Prima di questa data, le fonti narrano di un edificio sacro comune con il vicino paese di Lozzo, posto tra i due abitati e in stato di fatiscenza già durante la visita pastorale del Borromeo. Il toponimo di giüse végie, proprio della piccola valle posta a metà strada tra i due centri montani di Lozzo e Biegno, potrebbe coincidere con l'area franata che accoglieva l'antica fabbrica della parrocchiale.

## Descrizione

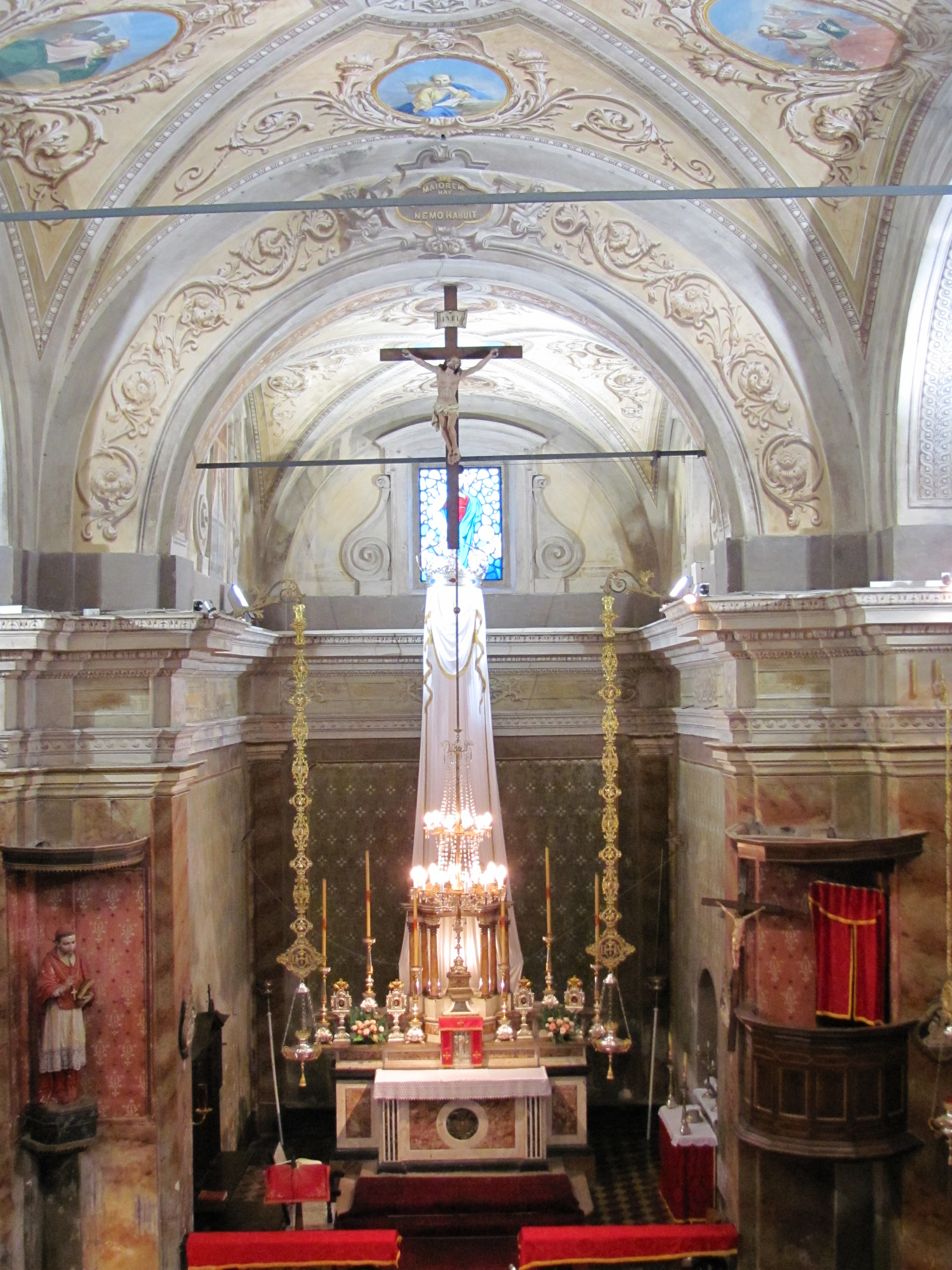
Chiesa di Santa Maria Nascente, Biegno. Interno con l'altare maggiore.

La chiesa si presenta a navata unica e le caratteristiche architettoniche coincidono con gli edifici sacri della Val Veddasca. Di discrete dimensioni, essa è il frutto del susseguirsi di fasi costruttive differenti, dall'ultimo quarto del XVI sec. fino alla seconda metà dell'Ottocento. Il corpo storico, incominciato in epoca borromaica è costituito dalla zona del presbiterio e delle due cappelle, della Vergine a destra e di S. Sebastiano a sinistra. La seconda fase costruttiva, d'inizio Settecento, ha previsto l'allungarsi del corpo di fabbrica anche agli attuali altari di Sant'Antonio di Padova e di San Giuseppe. Tra l'inizio e gli anni centrali del XVIII sec. l'intera chiesa è stata alzata e verosimilmente deve aver subito una prima decorazione. Pur presentando lo spazio necessario, la chiesa avrebbe consentito anche l'edificazione di un'altra coppia di altari laterali, ma la scarsa disponibilità economica e l'officiatura demandata al solo parroco rendevano questi una scelta poco fattibile. In compenso la metà dell'Ottocento ha visto, proprio in questo luogo la costruzione di una piccola cappella per ospitare il fonte battesimale mentre dall'altro lato vi è stato alloggiato il confessionale. Tra le ultime modifiche sostanziali alla struttura, il rifacimento della pavimentazione ad inizio Novecento, mutata dalle tradizionali piòde alle cementine e la ricostruzione della cantoria in legno di conifera.